# Paratrizygia balbii
Paratrizygia balbii är en tvåvingeart som beskrevs av Siqueira Oliveira och Dalton de Souza Amorim 2010. Paratrizygia balbii ingår i släktet Paratrizygia och familjen svampmyggor. Inga underarter finns listade i Catalogue of Life.